# Étienne (évêque de Mende)
Pour les articles homonymes, voir Étienne.
Étienne, dont le nom et les dates de naissance et de mort sont inconnus, est un évêque français du Xe siècle. Il fut ainsi évêque de Mende en Gévaudan vers 950.

## Biographie
Les origines comme la vie d'Étienne sont peu connues. Il se pourrait qu'il appartienne à la maison des comtes ou vicomtes de Gévaudan, le prénom Etienne étant assez commun dans cette famille. Il reste, par ailleurs, dans les annales du diocèse de Mende comme étant le premier évêque à signer « évêque de Mende » et non plus « des Gabales » ou « du Gévaudan ».
En mai 951, il apparaît aux côtés du comte Raymond de Rodez dans un pèlerinage vers Rome, où il va solliciter les conseils du pape Agapet II.
En cette même année 951, alors qu'il désire relever le monastère de Sainte-Énimie dans les gorges du Tarn, il va chercher le soutien de l'évêque du Puy, Godescalc, l'instigateur de la Via Podiensis vers Saint-Jacques-de-Compostelle. Godescalc accepte de lui venir en aide, à la seule condition que le monastère soit placé sous la dépendance absolue de l'abbaye de Saint-Chaffre.

## Sources et références
1. ↑  Origine et histoire abrégée de l'église de Mende, Jérôme Charbonnel, C Privat, 1859,  p. 112, disponible sur (fr) Google Books
2. ↑  Christian Lauranson-Rosaz, L'Auvergne, chap. 3, p. 285-286
3. ↑  Humbert Jacomet, La redécouverte de Gotescalc; évêque du Puy (Xe siècle), « premier pèlerin connu de Saint-Jacques » et le renouveau du pèlerinage de Compostelle aux XIXe siècle et XIXe siècle : in Cahiers de la Haute-Loire 2009, Le Puy-en-Velay, Cahiers de la Haute-Loire, 2009